# Cal·listo (satèl·lit)
Cal·listo (del grec Καλλιστώ) o Júpiter IV és un satèl·lit de Júpiter descobert el 1610 per Galileo Galilei. És el tercer satèl·lit més gros del sistema solar i el segon més gros del sistema jovià, després de Ganimedes. Cal·listo té un 99% del diàmetre del planeta Mercuri, però només un terç de la seva massa. És el quart satèl·lit galileà quant a distància a Júpiter amb un radi orbital d'1.880.000 quilòmetres aproximadament. No és influït per la ressonància orbital que afecta els tres satèl·lits galileans interiors: Ió, Europa i Ganimedes; per tant, manca de la majoria de forces de marea que sí que influeixen els tres altres satèl·lits galileans. Cal·listo té una rotació síncrona, és a dir, el seu període de rotació concorda amb el seu període orbital: igual que la Lluna amb la Terra, sempre "mostra" la mateixa cara cap a Júpiter. La superfície de Cal·listo no està tan influïda per la magnetosfera de Júpiter com els altres satèl·lits interiors, ja que la seva òrbita és més llunyana respecte als satèl·lits interiors.
Aquest satèl·lit està compost aproximadament de parts iguals de roca i gel, amb una densitat mitjana d'uns 1,83 g/cm³. Els components detectats mitjançant la signatura espectral de la superfície inclouen gel, diòxid de carboni, silicats, i materials orgànics. La investigació de la sonda espacial Galileo va revelar que Cal·listo té un nucli compost principalment de silicats, i a més a més, la possibilitat d'un oceà intern d'aigua líquida a una profunditat superior a 100 quilòmetres.
La superfície de Cal·listo està extremadament crivellada de cràters, i ha rebut els impactes de nombrosos bòlids al llarg de la seva existència. Els principals accidents geogràfics inclouen múltiples estructures, com ara cràters d'impacte en forma d'anell, cadenes de cràters (catenae), escarpaments, crestes i dipòsits. En petita escala, la superfície és variada i es compon de petits i brillants dipòsits congelats als cims de les altures, envoltats per un litoral baix, compost de material fosc. L'edat absoluta dels accidents geogràfics és desconeguda.
Cal·listo està rodejat per una atmosfera extremadament fina, composta de diòxid de carboni i probablement d'oxigen molecular, a més a més d'una ionosfera relativament forta. Es pensa que el tercer satèl·lit més gros de Júpiter es va formar per una «lenta» acreció del remolí de matèria que va envoltar Júpiter després de la seva formació. Aquesta lentitud i la falta de forces de marea van fer que Cal·listo, en general, es diferenciés dels altres satèl·lits interiors. La també lenta convecció a l'interior de Cal·listo, que va començar poc després de la seva formació, va aportar la possibilitat d'un oceà interior a una fondària de 100 a 150 quilòmetres, així com un petit i rocós nucli.
La probable presència d'un oceà líquid sota la superfície de Cal·listo indica que aquest dipòsit d'aigua podria servir de refugi per a la vida. Tanmateix, això és menys probable que a Europa. Diverses sondes espacials com la Pioneer 10 i 11 o la Galileo i la Cassini han estudiat el satèl·lit. Cal·listo és considerat el lloc més "acollidor" per a una base humana per a la futura exploració del sistema jovià.

## Nom i descobriment
Cal·listo va ser descobert per Galileu el gener del 1610 juntament amb els altres tres grans satèl·lits jovians: Ganimedes, Ió, i Europa. Aquest satèl·lit s'anomena igual que una de les moltes amants de Zeus en la mitologia grega, en què Cal·listo era una nimfa (o, segons altres fonts, filla de Licaó), que estava associada amb la dea de la caça Àrtemis. El nom va ser proposat per l'astrònom Simon Marius poc després del descobriment del satèl·lit. Marius va atribuir el suggeriment a Johannes Kepler. Tanmateix, els noms dels satèl·lits galileans van caure en desús durant un temps considerable i no se'n va tornar a generalitzar l'ús fins a mitjans del segle xx. En molta de la literatura astronòmica relativament recent, Cal·listo és citat per la seva designació de numerals romans, Júpiter IV, un sistema introduït per Galileu, o com el "quart satèl·lit de Júpiter".

## Òrbita i rotació

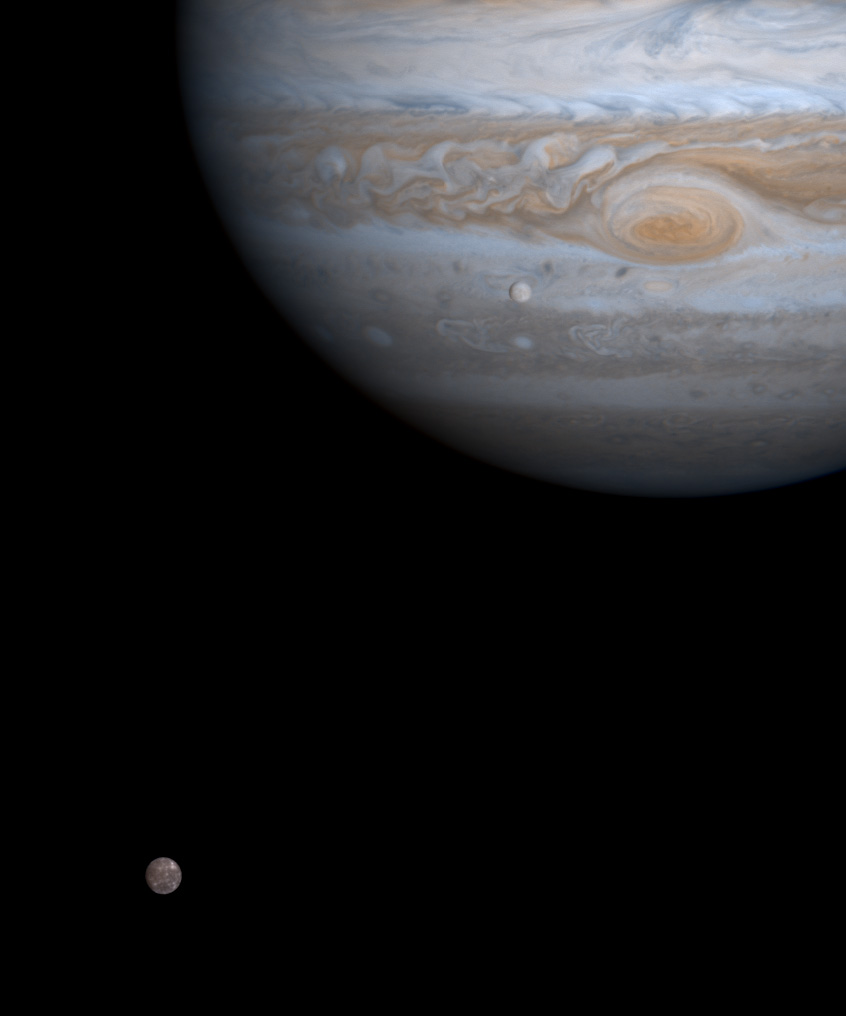
Fotografia on es veu Cal·listo (a baix a l'esquerra) i Júpiter amb la gran taca vermella

Cal·listo és el satèl·lit galileà més llunyà de Júpiter. Orbita a una distància d'aproximadament 1.880.000 km (26,3 vegades el radi de Júpiter (71.398 km). El seu semieix major (la distància mitjana respecte a Júpiter) és significativament superior al del següent satèl·lit galileà quant a distància de Júpiter, Ganimedes, amb un semieix major de només 1.070.000 km. El resultat d'aquesta distància relativament gran és que Cal·listo no està afectat per la ressonància orbital que afecta els tres altres satèl·lits galileans; a més a més, és probable que mai no l'hagi afectat.
Igual que molts altres satèl·lits planetaris, la rotació de Cal·listo és síncrona, és a dir, el seu període orbital és igual al seu període de rotació. La durada del dia cal·listià, idèntic al seu període orbital, és d'uns 16,7 dies terrestres. Té una òrbita molt poc excèntrica (només 0,0074) i poc inclinada respecte a l'equador jovià (d'uns 0,2°), que canvia quasi periòdicament a causa de les pertorbacions solars i planetàries. Els canvis de l'excentricitat van de 0,0072 a 0,0076, mentre que la inclinació varia de 0,2 a 0,6. Aquestes variacions orbitals fan que la inclinació axial (l'angle rotacional) variï de 0,4 a 1,6°.
El desenvolupament "aïllat" de Cal·listo fa que no hagi tingut mai rastres apreciables de les influències de les forces de marea, cosa que ha tingut importants conseqüències per a l'evolució de la seva estructura interna. La seva distància respecte a Júpiter també fa que la quantitat del flux de partícules carregades de la magnetosfera sigui relativament petita, unes 300 vegades inferior a la d'Europa. Per tant, a diferència dels altres grans satèl·lits de Júpiter, plens de partícules radioactives, aquestes partícules tenen una abundància relativament escassa i, per tant, una influència menor en la superfície d'aquest satèl·lit.

## Característiques físiques

Comparació de Cal·listo amb la Terra i la Lluna

### Composició

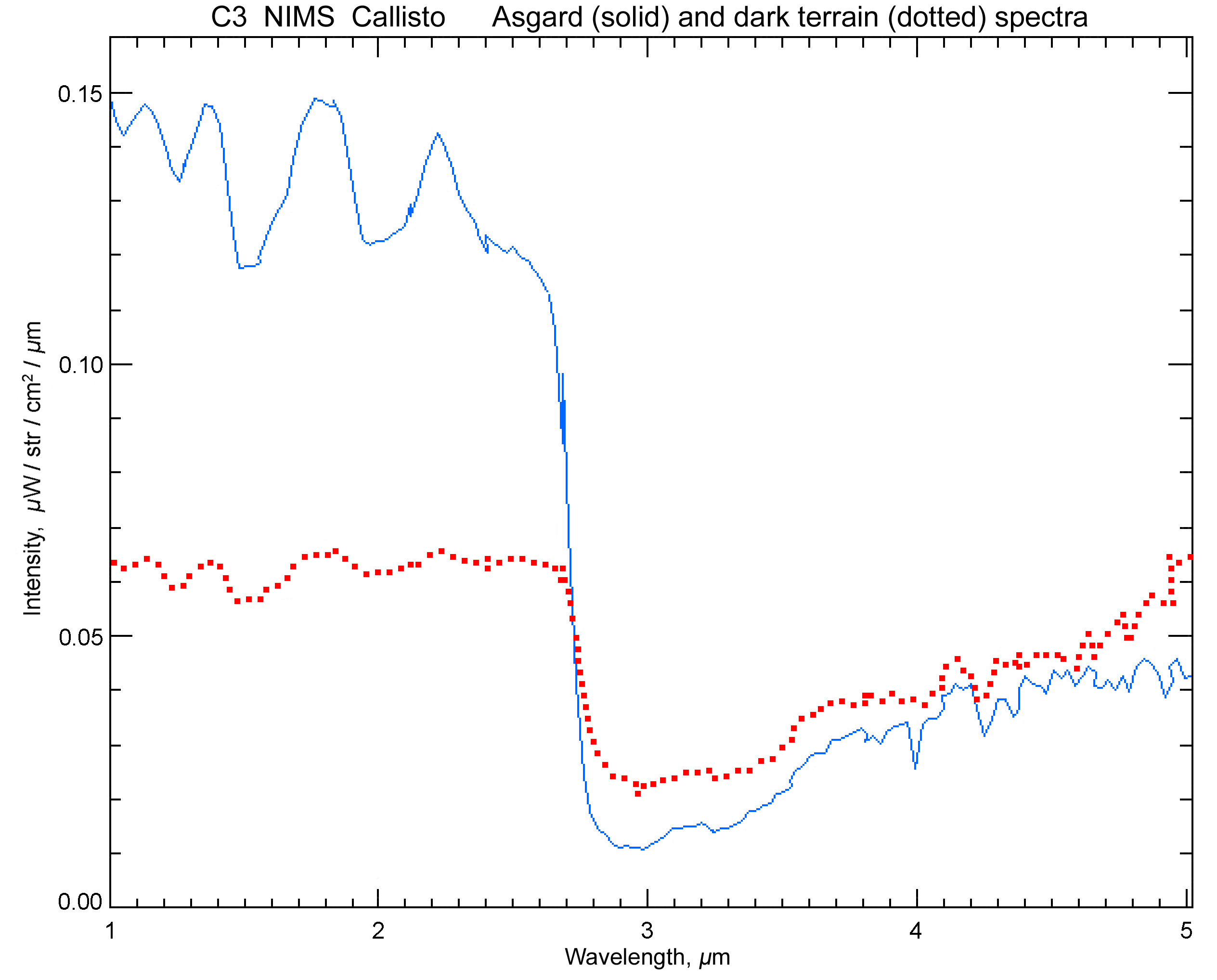
Els espectres infrarojos d'una àrea relativament plana i plena de cràters de Calisto (vermell), i de l'estructura d'impacte d'Asgard (blau), que mostra la presència de gel d'aigua (bandes d'absorció d'1 a 2 µm) i menys material rocós en Àsgard

La densitat mitjana de Cal·listo d'1,83 g/cm³ suggereix una composició d'aproximadament la mateixa quantitat de material rocós i aigua gelada amb alguns gels volàtils, com amoníac. La fracció de masses de gel (de diferents materials) està entre el 49% i el 55%. La composició exacta de roques és desconeguda, però probablement està formada per roques ordinàries de condrita (roques meteòriques) de tipus LL, que es caracteritzen pel seu baix contingut en ferro, i ferro metàl·lic i una relativa abundància d'òxid de ferro.
La superfície del tercer satèl·lit més gros del sistema solar té una albedo d'un 22%, és a dir, reflecteix el 22% de la llum que hi arriba. La composició de la superfície es considera, en termes generals, molt similar a la resta de la composició del satèl·lit. L'espectroscòpia ha revelat la presència d'aigua gelada amb longituds d'ona d'1,04, 1,25, 1,5, 2,0 i 3,0 micròmetres. L'aigua gelada sembla bastant present a la superfície de Cal·listo, amb una fracció de la massa total del 25% al 50%. L'anàlisi d'alta resolució de l'espectre de les ones infraroges i ultraviolades obtingudes per la sonda Galileo han revelat diversos materials independents del gel a la superfície: magnesi, ferro, silicats, diòxid de carboni, diòxid de sofre, possiblement amoníac i diversos compostos orgànics. La informació també indica que la superfície del satèl·lit és extremadament heterogènia en petita escala. Petites i brillants zones d'aigua gelada estan barrejades amb roques també mesclades amb gel (de diversos materials), i vastes zones fosques de materials independents del gel.
La superfície de Cal·listo és asimètrica; l'hemisferi principal —l'hemisferi que "mostra" la cara cap al moviment orbital en aquest cas, de Cal·listo—[g] és més fosc que l'hemisferi "endarrerit" (l'altre hemisferi). Això és diferent dels altres tres satèl·lits galileans, on el que passa és tot el contrari. Es creu que l'hemisferi "endarrerit" de Cal·listo és abundant en diòxid de carboni,[g] mentre que l'hemisferi principal és més abundant en diòxid de sofre. Molts dels cràters d'impacte relativament joves, com el cràter Adlinda, són abundants en diòxid de carboni. En conjunt, la composició química de la superfície, especialment a les àrees fosques, sembla semblant a la dels asteroides tipus "D", les superfícies dels quals estan formades per materials carbònics.

### Estructura interna

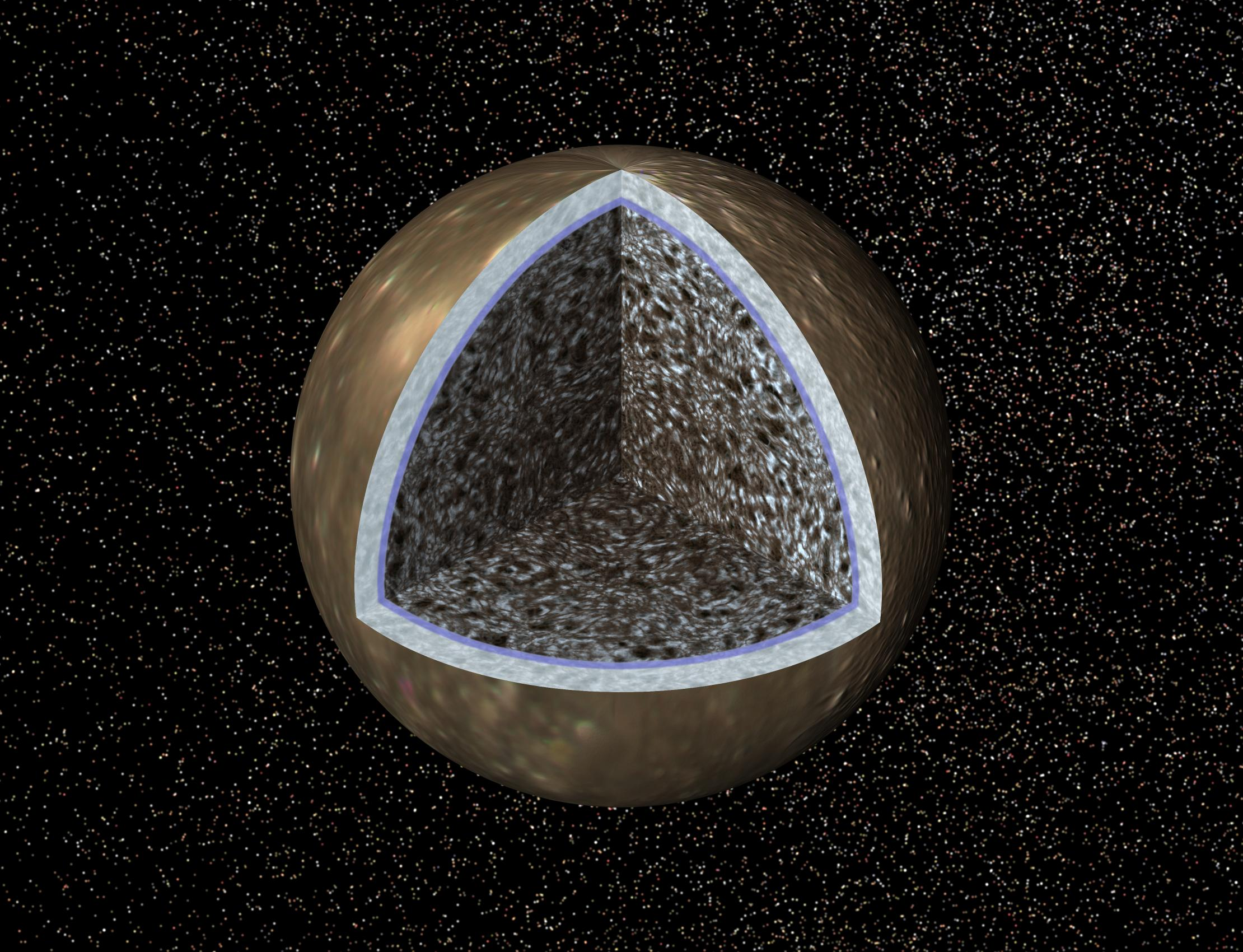
Interior de Cal·listo: cliqueu-hi per a una descripció

La desgastada superfície de Cal·listo envolta una freda, rígida i congelada litosfera d'un gruix que pot variar de 80 a 150 km. Els estudis del camp magnètic de Júpiter i els seus satèl·lits suggereixen un oceà salat de 50-200 km de gruix, que pot quedar per sota de l'escorça. Es va constatar que Cal·listo varia el camp magnètic de Júpiter, com si aquest satèl·lit fos un perfecte conductor d'electricitat; el camp magnètic de Júpiter no pot penetrar dins del satèl·lit, cosa que suggereix una capa molt conductiva d'un gruix d'uns 10 km. L'existència d'un oceà és més probable si l'aigua contingués una petita quantitat d'amoníac o un altre crioprotector. En aquest cas, l'oceà tindria un gruix de 250 a 300 km, però, en cas que no hi hagués oceà, la litosfera de Cal·listo seria d'uns 300 km de gruix.
A sota la litosfera i del suposat oceà, l'interior de Cal·listo no sembla completament uniforme, però tampoc no aparenta cap variació concretament dràstica. Investigacions de la sonda Galileo suggereixen que el seu interior està compost de roques comprimides i gels de diversos materials, amb una quantitat de roca que augmenta amb la profunditat. La densitat i el moment d'inèrcia de Cal·listo[h] semblen adequats per a l'existència d'un petit nucli format per silicats al centre del satèl·lit. És impossible, o almenys molt improbable, que el diàmetre d'aquest petit nucli sobrepassi els 1.200 km, i la densitat pot estar entre els 3,1-3,6 g/cm³.

### Geografia de la superfície

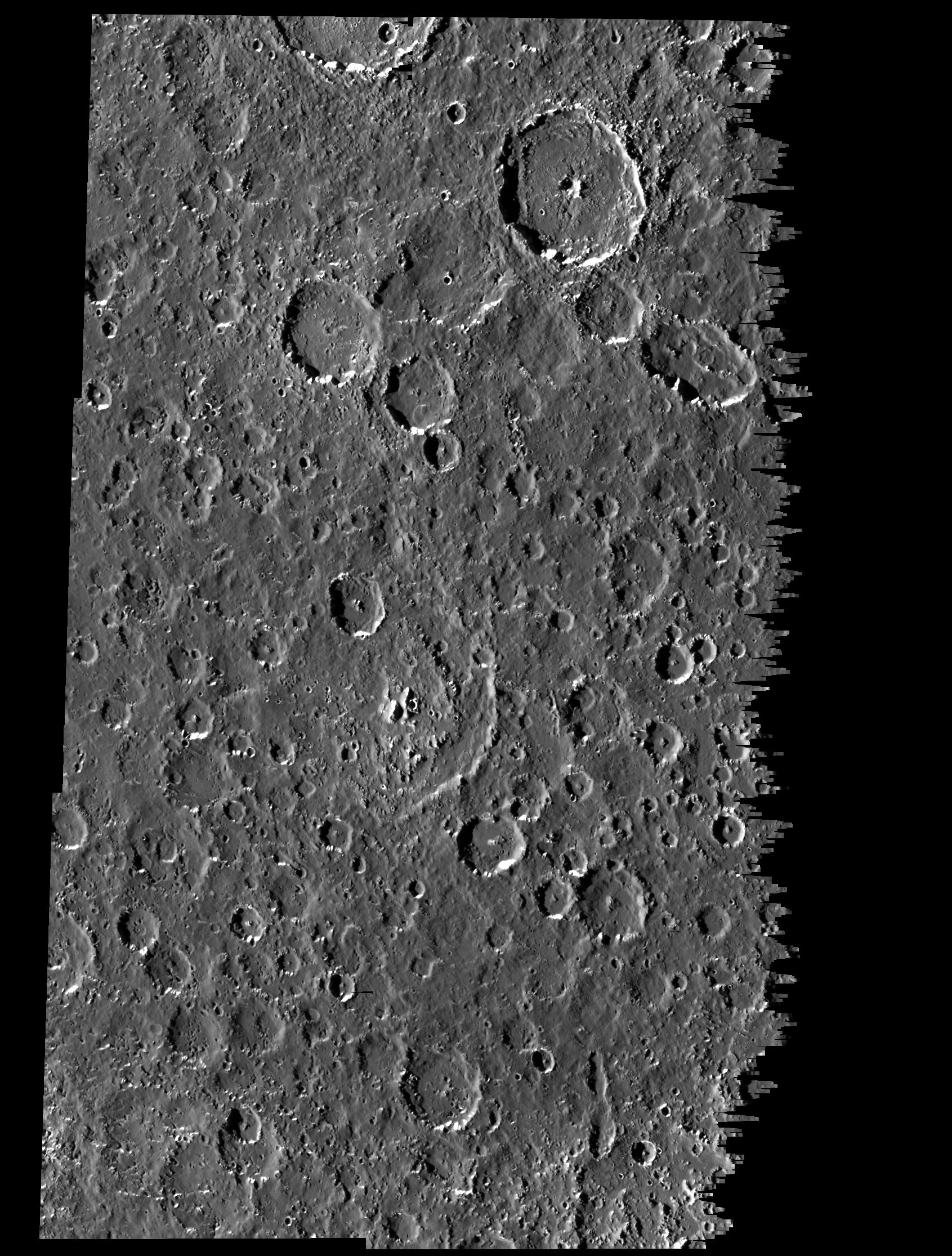
Superfície plana i crivellada de cràters del tercer satèl·lit més gros del sistema solar, Cal·listo

L'antiga superfície de Cal·listo és una de les més crateritzades del sistema solar. De fet, la superfície de Cal·listo està tan saturada de cràters que no podrien formar-se'n de nous sense afectar els antics. La geologia de Cal·listo (a la superfície) és ben simple: no hi ha gaires muntanyes, volcans o altres accidents geogràfics produïts per la tectònica de plaques. Els cràters d'impacte i estructures anellades, juntament amb les fractures a la superfície, escarpes i dipòsits, són les úniques grans estructures que es poden trobar a la superfície de Cal·listo.
La superfície de Cal·listo es pot dividir en diverses parts: planes crateritzades, planes de color clar, planes brillants i "llises", i diversos accidents geogràfic més relacionats amb cràters d'impacte i estructures en forma d'anell. Les planes crateritzades constitueixen la majoria de la superfície de Cal·listo i de l'antiga litosfera, una barreja de gel i de materials rocosos. Les planes de color clar inclouen brillants cràters d'impactes, com el cràter Àsgard o l'Adlinda, que poden ser el que queda d'uns antics impactes a la superfície, que en impactar produeixen un tipus de cràter anomenat palimpsests,[i] la part central de les estructures en forma d'anell, i algunes zones aïllades. Es creu que aquest tipus de planes són dipòsits gelats. Les planes brillants i llises constitueixen una petita porció de la superfície d'aquest satèl·lit. Es poden trobar, per exemple, en algunes zones del Valhalla, i del cràter Àsgard, i en algunes taques aïllades a les planes crateritzades. Es creia que aquest tipus de terreny estava relacionat amb algun tipus d'activitat endògena,[j] però les imatges d'alta resolució de la sonda Galileo van revelar àrees llises petites, que es correlacionaven amb grans fractures i terrenys nuosos que no mostraven cap signe aparent de cap activitat endògena. Aquestes imatges, però, també van trobar uns petits terrenys que cobrien una àrea de menys de 10.000 km², que es tancaven, envoltant el terreny. Aquests terrenys són possibles dipòsits criovolcànics (etimològicament, volcans de gel). Tant les planes de color clar com les diverses planes llises són geològicament més joves que les ja mencionades planes crateritzades.

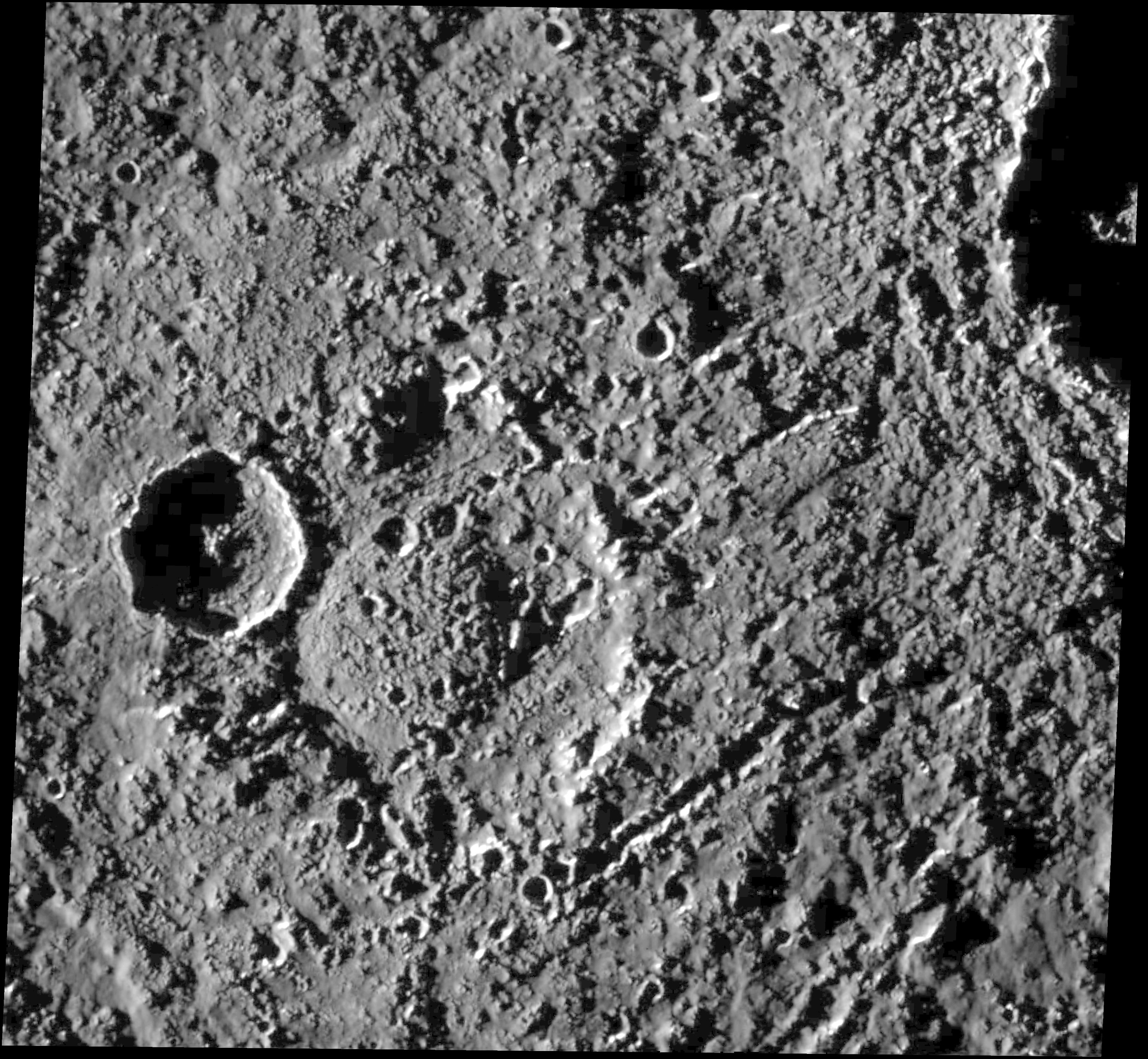
El cràter d'impacte Har amb una elevació central

El diàmetre dels cràters d'impacte pot variar des de 0,1 km a 100 km (un límit descobert per les ja mencionades imatges d'alta resolució), sense comptar les estructures anellades. Els petits cràters —el diàmetre dels quals és inferior a 5 km— són un simple forat excavat on el fons és pla. Els cràters d'entre 5 i 40 km solen tenir una elevació central. Els cràters més grans, amb diàmetres de 25 a 100 km aproximadament, en comptes de tenir una elevació central, poden tenir un forat al centre, com el cràter Tindr. Els cràters amb diàmetres superiors a 60 km no solen tenir elevacions centrals; es creu que són el resultat d'un aixecament tectònic després d'un impacte. En són exemples el cràter Àsgard i el cràter Har. Els cràters amb un diàmetre superior a 100 km són molt rars i tenen una forma geomètricament "estranya". Els cràters de Cal·listo són, generalment, poc profunds si es comparen amb els que hi ha a l'únic satèl·lit de la Terra, la Lluna.

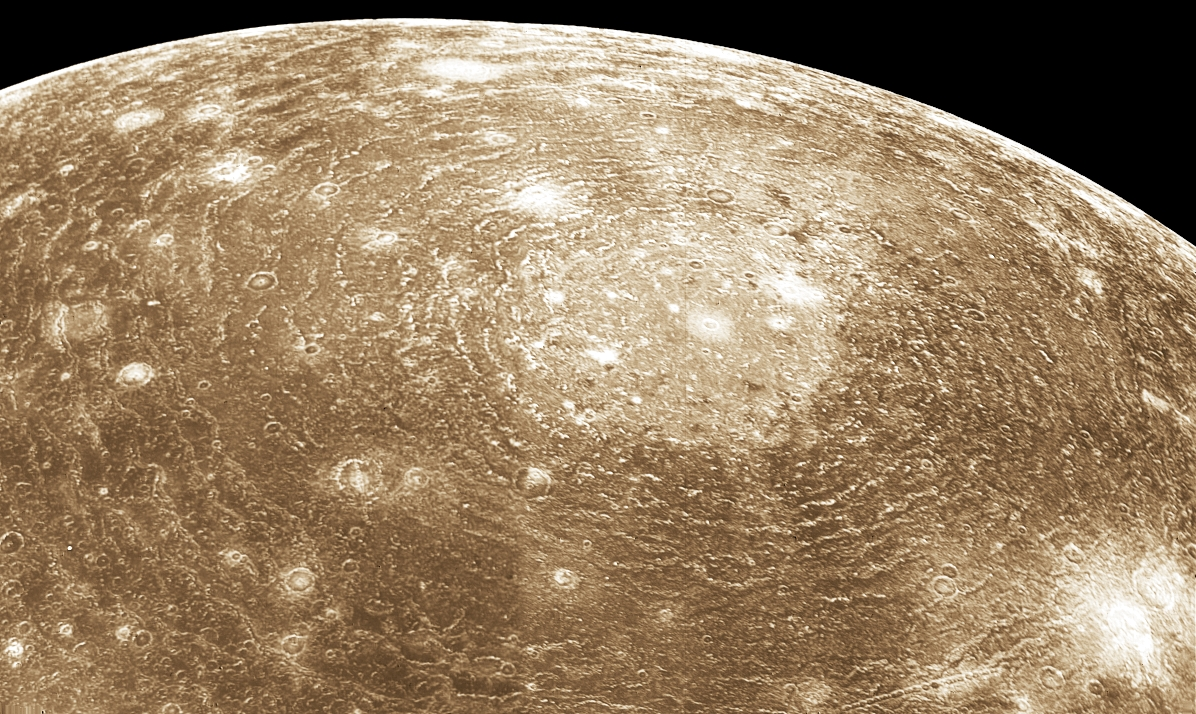
Valhalla, l'estructura multianellada més grossa de Cal·listo

L'accident geològic més prominent de Cal·listo són les estructures anellades; uns conjunts de cràters en forma d'anell. Dos d'aquests són enormes. El cràter Valhalla és el més gran, amb una regió brillant de 600 quilòmetres de diàmetre, mentre que els anells s'estenen a 1.800 km del centre (vegeu la imatge). El segon més gran és el cràter Àsgard, que mesura uns 1.600 km. Les estructures anellades, probablement, es van originar a partir de postimpactes concèntrics que van fracturar la litosfera, que aleshores "reposava" sobre una capa de material tou o líquid, possiblement un oceà. Un altre accident geogràfic prominent d'aquest satèl·lit són les catenes. Les catenes —per exemple, la Gomul Catena— són llargues cadenes de cràters d'impacte en línia recta a la superfície. Aquestes catenes van ser creades probablement per objectes que, a causa de les forces de marea, van ser separats en diversos fragments. Un exemple relativament recent d'aquest tipus d'objecte és el cometa Shoemaker-Levy 9, que va impactar contra Júpiter l'any 1994

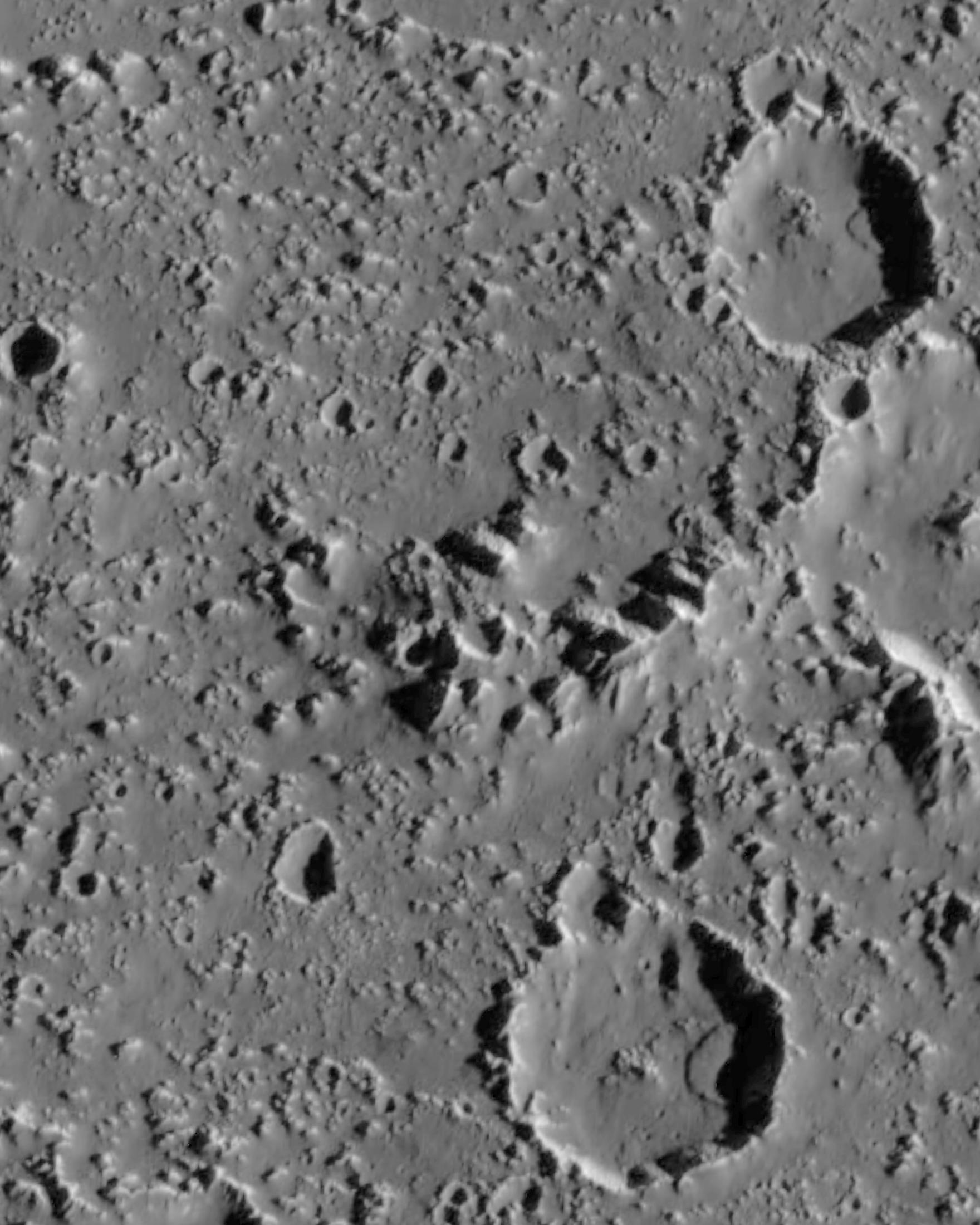
Cràters i petits bonys a Cal·listo

A petita escala, la superfície de Cal·listo està més desgastada que la dels altres satèl·lits galileans. A part de petits cràters, els accidents geogràfics més comuns són petits bonys i forats. Es creu que els bonys són restes de la vora de cràters degradats per un procés que fins ara roman desconegut. El procés més probable per a la formació d'aquests bonys és la lenta sublimació del gel, que "s'activa" per sobre d'una temperatura de 165 K, a la qual s'arriba al punt subsolar del Sol. Aquesta sublimació d'aigua o d'altres gels volàtils gelats és causada principalment per la descomposició del gel a causa de les roques de sota la superfície. Les restes de roques independents del gel, que provenen d'allaus de deixalles geològiques, "baixen" de les elevacions de les vores dels cràters. Aquestes allaus són observades a prop de cràters d'impacte, i s'anomenen faldes de deixalles. De vegades, aquestes elevacions són travessades per valls, que en certa manera s'assemblen a les valls marcianes. En cas que la hipòtesi de la sublimació fos certa, les zones fosques i de baixa alçada de Cal·listo serien una capa inicial de gel sense deixalles geològiques, que es van originar per la degradació de cràters i altres forats, que teòricament van ser coberts principalment per roca gelada.
L'edat relativa dels diversos accidents geogràfics es pot determinar per la densitat dels cràters d'impacte. Com més antic sigui un accident geològic, més cràters hi haurà. L'edat absoluta, lògicament, no s'ha pogut determinar, però basant-se en consideracions teòriques, les planes crateritzades tindrien una edat d'aproximadament 4.500 milions d'anys, és a dir, les planes crateritzades es van crear un poc després de la formació del sistema solar. L'edat de les estructures anellades és estimada per diverses fonts a entre 1.000 i 4.000 milions d'anys.

### Atmosfera i ionosfera

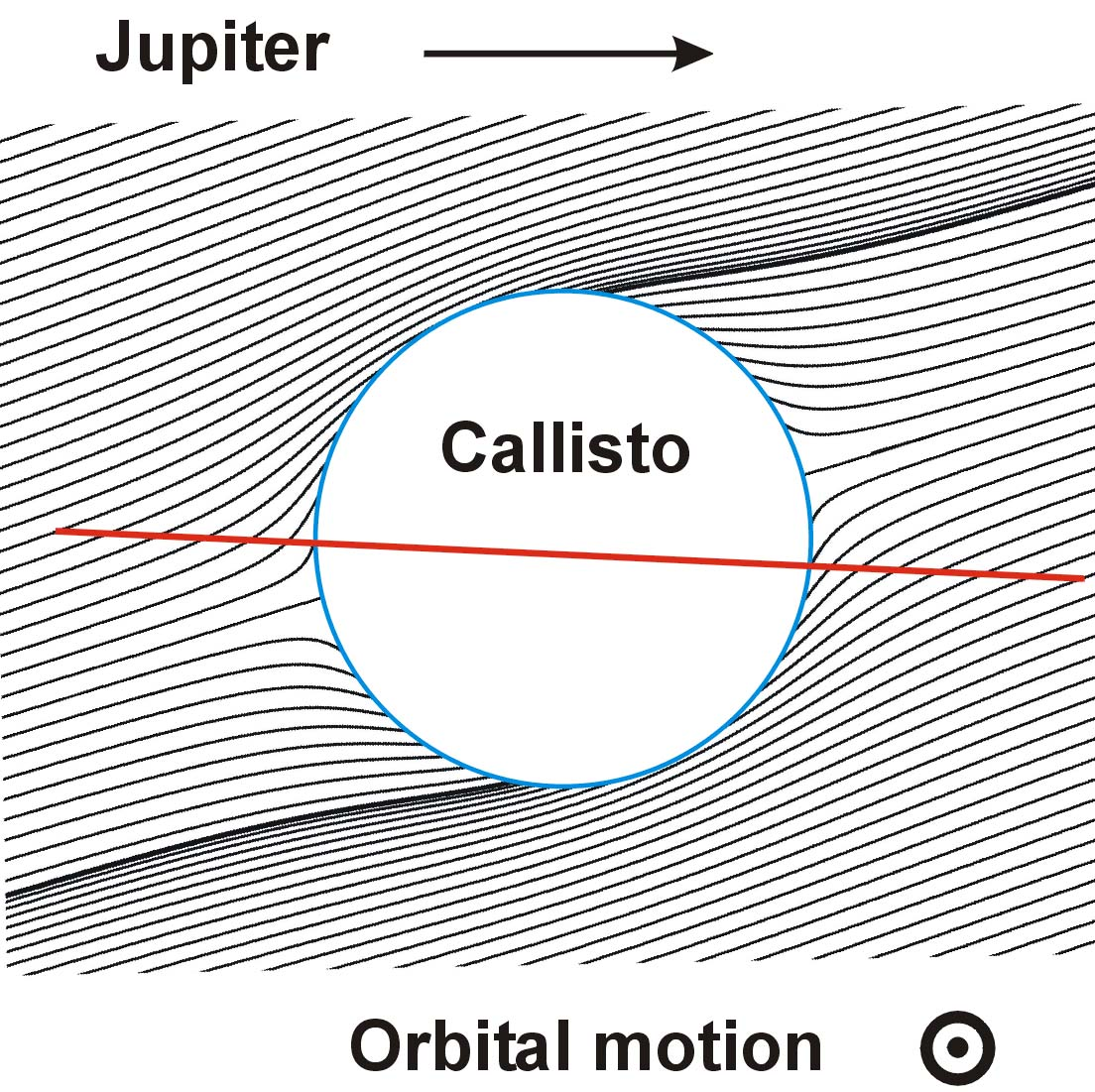
El camp magnètic jovià al voltant de Cal·listo

Cal·listo té una atmosfera molt tènue, composta principalment de diòxid de carboni, que va ser detectada per l'espectròmetre de la sonda Galileo, amb una densitat de partícules de 4 ×108 cm-3. La pressió de la superfície és de 7,5×1012 bars. A causa de l'escassa atmosfera que hi ha a Cal·listo, les molècules s'escaparien en només quatre dies, per això, hi ha d'haver algun fenomen que produeixi CO². La ja mencionada sublimació produeix diòxid de carboni, per tant, la hipòtesi de la sublimació és compatible amb la teòrica reposició de l'atmosfera.
La ionosfera de Cal·listo va ser detectada durant els vols de sonda Galileo sobre aquest satèl·lit. La densitat d'electrons relativament alta de la ionosfera (concretament de 7–17×10 cm−3 no es pot explicar solament per la fotoionització[k] de l'atmosfera. Per això, es creu que l'atmosfera de Cal·listo és abundant, i fins i tot que hi predomina l'oxigen, de 10 a 100 vegades més abundant que el diòxid de carboni.
No obstant això, no s'ha trobat directament oxigen a l'atmosfera de Cal·listo. Observacions del telescopi espacial Hubble, basades en la manca de detecció, situen el suposat oxigen a límits superiors de la seva possible concentració a l'atmosfera, la qual cosa és compatible amb les mesures ionosfèriques. Així mateix, l'Hubble va detectar oxigen condensat i atrapat a la superfície de Cal·listo.

## Origen i desenvolupament
La diferenciació planetària parcial dels altres satèl·lits galileans de Cal·listo es deu al fet que mai no s'ha fos el gel que el compon. Això comporta que el model més probable de la seva formació sigui una lenta acreció a la "subnebulosa" que llavors formava el sistema de Júpiter; un disc de pols i gas. El tercer satèl·lit més gros del sistema solar, llavors, es va formar entre 0,1 i 10 milions d'anys.

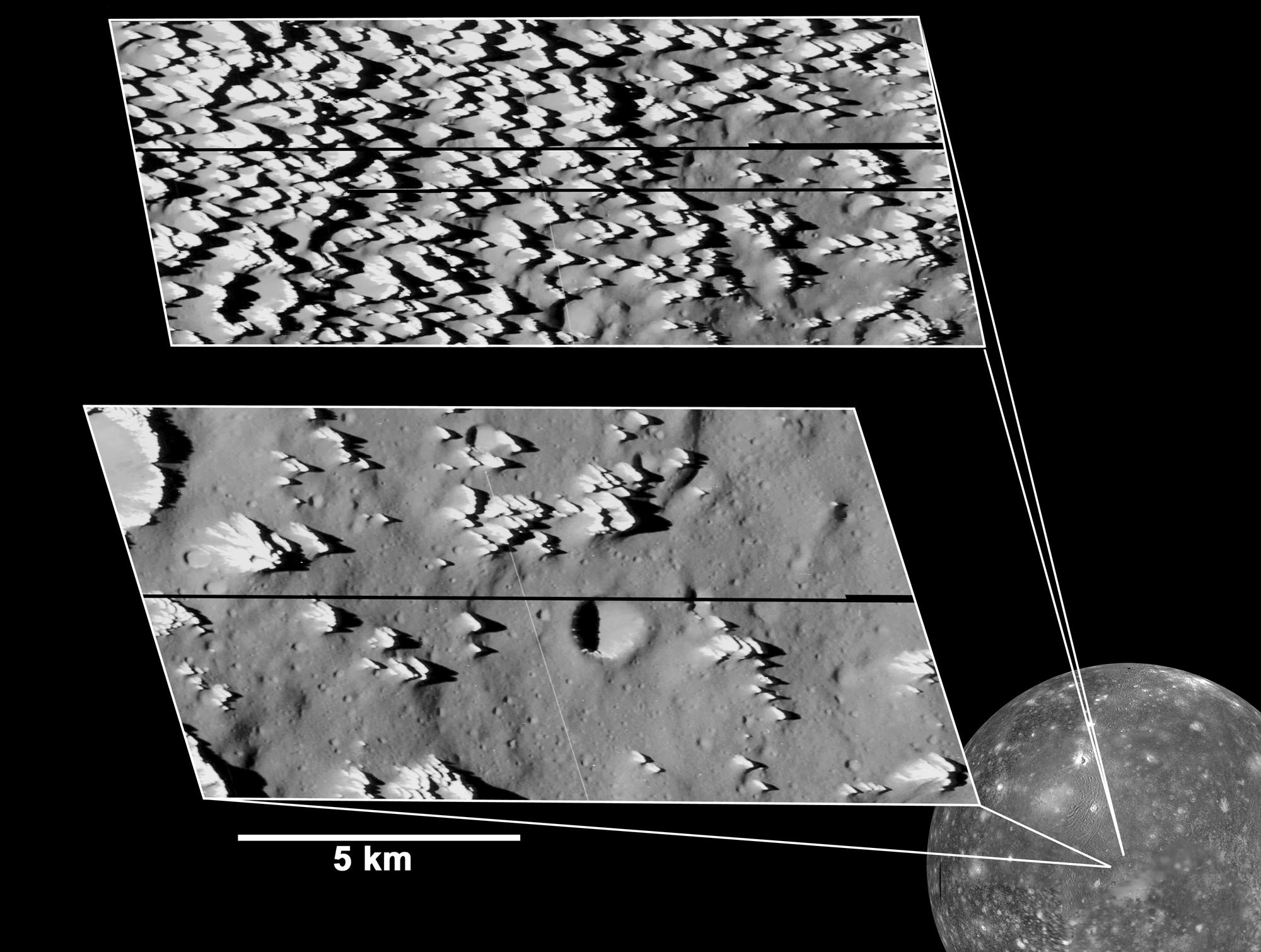
Terreny amb bonys (crèdit: NASA/JPL/Arizona State University)

La posterior evolució geològica de Cal·listo després de la seva acreció va ser marcada per l'equilibrament de l'escalfament radioactiu, refredant la superfície de Cal·listo per la conducció tèrmica i la convecció a l'interior del satèl·lit. Algunes dades concretes de la convecció dels satèl·lits gelats són desconegudes. Se sap que la temperatura arriba al punt de fusió dels materials interiors. La convecció als cossos gelats és un procés llarg amb un moviment de la seva superfície a raó d'1 cm per any, però és en realitat un mecanisme molt efectiu de congelació a llarga escala. Es pensa que el procés de convecció continua amb un altre procés, anomenat estrat estancat, és a dir, un estrat exterior, rígid i congelat, que condueix la calor sense procés de convecció, mentre el gel que està a sota de l'estrat convecciona en un estat subsòlid.[l] En el cas de Cal·listo, l'estrat congelat correspon a la litosfera, amb un gruix d'uns 100 km. La seva presència explica la falta d'activitat endògena[j] a la seva superfície. La convecció a l'interior de Cal·listo podria ser per capes, a causa de les enormes pressions a l'interior del tercer satèl·lit més gros del sistema solar. El ràpid inici de la convecció subsòlida a l'interior de Cal·listo podria haver impedit una descongelació a llarga escala, cosa que marcaria la diferència de Cal·listo respecte als altres satèl·lits galileans, amb un nucli i un mantell diferents als tres altres grans satèl·lits de Júpiter. A causa de la convecció, s'ha anat produint durant milers de milions d'anys una separació parcial del material rocós i el gel a l'interior d'aquest satèl·lit, i pot continuar encara avui en dia.
L'actual coneixement de l'evolució geològica de Cal·listo no contradiu la presència de l'estrat conductor i d'un oceà d'aigua sota la superfície. Això està relacionat amb l'estranya conducta del gel, on el punt de fusió del gel, que disminueix amb la pressió, arriba a descongelar-se als 251 K (-22°C), amb una pressió de 2.070 bars. En tots els models de temperatura de Cal·listo, es diu que la temperatura va dels 100 als 200 K (de -173 a -73 °C); a profunditats molt elevades, la temperatura estaria sobre el punt de fusió ja mencionat. La presència de petites acumulacions d'amoníac garanteix l'existència d'un oceà, ja que aquest compost químic reduiria encara més la temperatura de fusió del gel.
Mentre que el tercer satèl·lit més gros del sistema solar és bastant similar en volum a Ganimedes, sembla tenir una història geològica molt més simple que no pas aquest últim. La superfície es va formar sota la influència majoritària d'impactes. Al contrari que a Ganimedes, hi ha pocs indicis d'activitat tectònica. La història geològica relativament simple de Cal·listo és important, ja que es disposa d'una bona base de dades i referències per comparar-lo amb altres mons més complexos que no pas aquest.

## Possibilitats de vida en un oceà intern
Igual que per al segon satèl·lit galileà, Europa, i el més gran del sistema solar, Ganimedes, s'ha suggerit la idea que existeix vida extraterrestre en un oceà sota de la superfície de Cal·listo. Tanmateix, les possibilitats de vida a Cal·listo semblen inferiors a les d'Europa, a causa de la falta de contacte amb materials rocosos, i la menor conducció de calor de l'interior de Cal·listo. El científic Torrence Johnson, comparant les possibilitats de vida amb altres satèl·lits galileans, va dir:
| « | Els ingredients bàsics, el que anomenarem "química prebiòtica", són abundants en molts objectes del sistema solar, com ara cometes, asteroides, i satèl·lits gelats. Els biòlegs creuen que l'energia i l'aigua líquida són els principals ingredients per suportar vida, i és emocionant trobar un altre lloc on segurament hi ha aigua líquida. Tanmateix, l'energia és una altra cosa, i mentre que Europa està escalfada a causa de la seva proximitat a Júpiter per les forces de marea, l'oceà de Cal·listo s'escalfaria només per elements radioactius. | » |

Es creu que Europa és el satèl·lit amb una probabilitat més elevada de contenir vida microbial, basant-se en anteriors consideracions científiques.

## Exploració

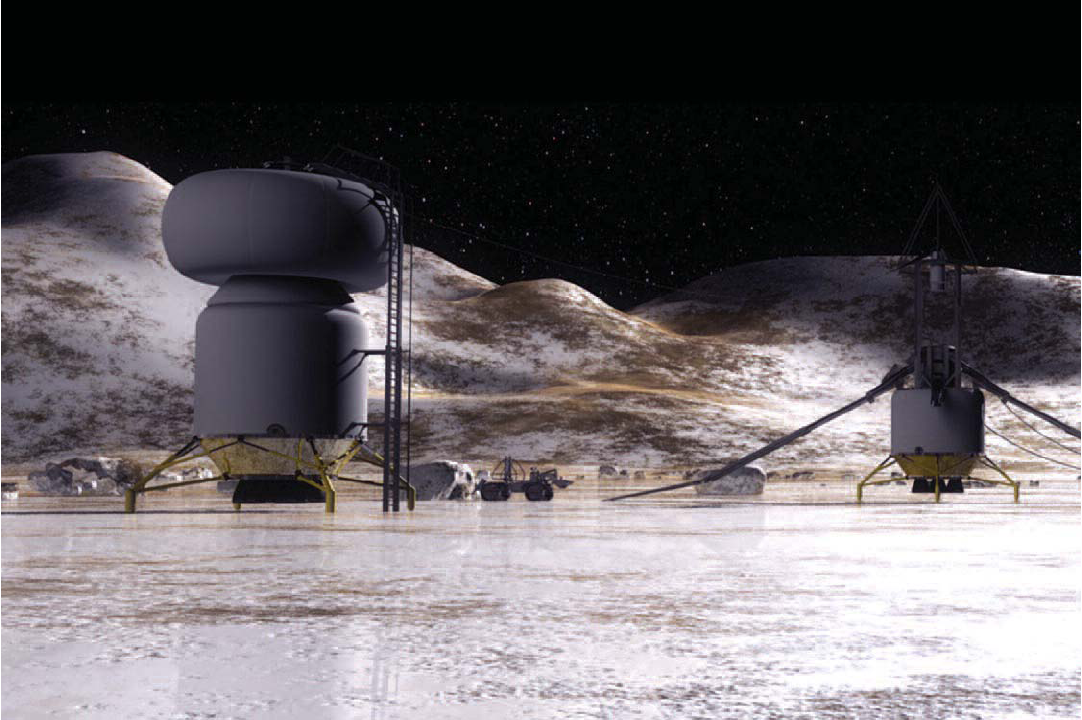
Il·lustració d'una base a Cal·listo en el futur

Els viatges interplanetaris a Júpiter de les sondes Pioneer 10 i Pioneer 11, a començaments de la dècada dels 70, van contribuir poc al coneixement general de Cal·listo, comparat amb el que s'havia pogut investigar des de la Terra. El veritable avenç en la investigació del quart satèl·lit de Júpiter va sorgir quan les sondes Voyager 1 i 2, amb els volts del 1979 i 1980, van fotografiar més del 50% de Cal·listo amb una resolució d'1–2 km, i van mesurar-ne amb precisió la temperatura i la massa. Una altra exploració va ser la de la ja citada sonda Galileo entre els anys 1994 i 2003; aquesta sonda va completar la cartografia de Cal·listo, i va oferir imatges d'una resolució de 15 metres de zones seleccionades d'aquest satèl·lit. L'any 2000 la sonda Cassini, en ruta cap a Saturn, va passar pel sistema jovià i va realitzar fotografies d'alta resolució dels satèl·lits galileans, incloent-hi Cal·listo.
Proposada per ser llançada el 2020, l'Europa Jupiter System Mission (EJSM) és una sonda per a l'exploració dels satèl·lits de Júpiter, en concret Europa, amb col·laboració de la NASA i l'ESA. Al febrer de 2009, li va ser atorgada prioritat a aquesta missió davant la Titan Saturn System Mission. L'EJSM consisteix en diverses sondes, la Jupiter Europa Orbiter, de la NASA, la Jupiter Ganymede Orbiter, de l'ESA, i una possible sonda de l'agència espacial japonesa (JAXA), la Jupiter Magnetospheric Orbiter.

## Potencial colonització
L'any 2003, la NASA va elaborar un estudi, anomenat Human Outer Planets Exploration (HOPE), considerant la futura exploració humana del sistema solar exterior. L'objectiu triat per estudiar en detall fou Cal·listo. Es va proposar que es podria construir una base a la superfície de Cal·listo per proporcionar combustible en una futura exploració del sistema solar. Els avantatges d'aquest satèl·lit són la poca radiació que rep i la seva estabilitat geològica (és a dir, no hi ha volcans, terratrèmols, etc.). Això podria facilitar la posterior exploració d'Europa o ser una ubicació ideal per a una estació de subministraments per a les naus espacials que s'acostessin més al sistema solar exterior, utilitzant l'assistència gravitatòria d'un vol proper a Júpiter després de marxar de Cal·listo. En un informe de desembre del 2003, la NASA va expressar la seva creença que es podria intentar dur a terme una missió tripulada a Cal·listo a la dècada del 2040.